# Противосияние

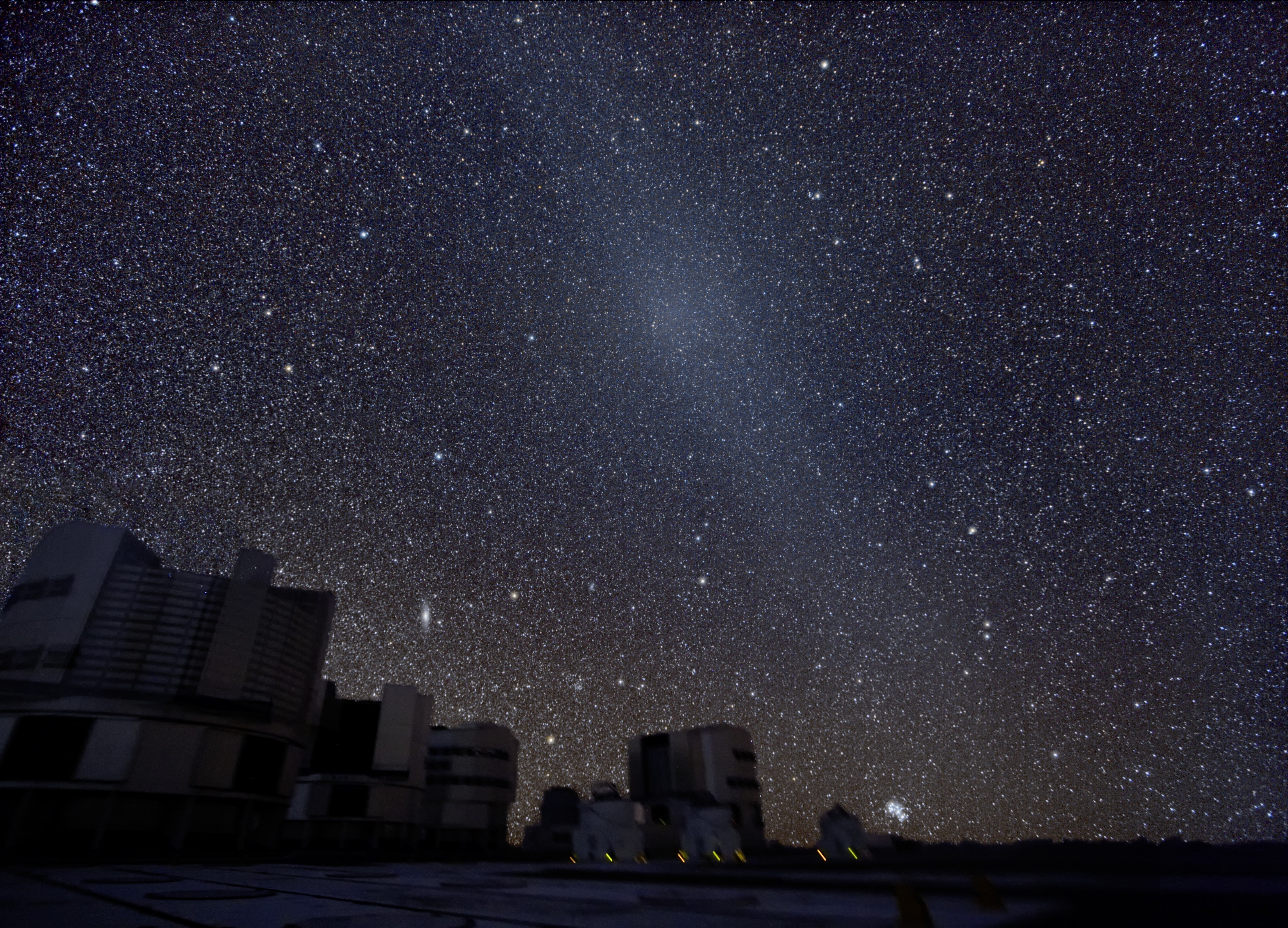

Противосияние — слабое размытое светлое пятно на ночном небе. Как правило, имеет форму диффузного светлого пятна диаметром ~10° в плоскости эклиптики, наблюдаемого с противоположной стороны от Солнца (элонгация в 180°).
Противосияние может наблюдаться на безлунном небе вскоре после захода Солнца и до его восхода (сразу по окончании и до начала навигационных сумерек), но желательно, чтобы оно не проецировалось на полосу Млечного Пути.
Противосияние является частью явления зодиакального света и имеет ту же природу. Оно возникает вследствие рассеяния солнечного света на линзообразном скоплении частиц пыли, лежащего в Солнечной системе в плоскости эклиптики. Такое объяснение зодиакального света было предложено в 1683 г. Кассини, который дал первое научное описание явления.
Противосияние является отражением солнечного света сонмом пылевых частиц, находящихся на одной линии с Солнцем и Землёй за орбитой Земли, в дальней части пылевого облака.
Происхождение пылевых частиц, вызывающих противосияние и зодиакальный свет, неясно: поскольку небольшие частицы пыли вследствие эффекта Робертсона — Пойнтинга должны тормозиться и падать на Солнце, то необходим источник пополнения пылевого облака. В качестве такого источника называются процесс разрушения астероидов и комет и постепенного дробления их остатков, вынос пыли кометами из облака Оорта и пылевая составляющая солнечной короны.
По мнению профессора Владимира Цесевича, противосияние объясняется свечением газового хвоста Земли, который образуется в результате отталкивающего действия светового давления солнечных лучей и солнечных корпускулярных потоков. Этот хвост направлен от Солнца, чем и определяется положение противосияния на небе. Открытие и дальнейшие исследования газового хвоста подтвердили это мнение.